# Weston County
Weston County je okres na severu státu Wyoming v USA. K roku 2010 zde žilo 7 208 obyvatel. Správním městem okresu je Newcastle. Celková rozloha okresu činí 6 216 km². Na východě sousedí se státem Jižní Dakota.

## Sousední okresy
| Růžice kompasu |                 | Crook County    | Lawrence County (SD)   | Růžice kompasu |
| Růžice kompasu | Campbell County | Sever           | Pennington County (SD) | Růžice kompasu |
| Růžice kompasu | Campbell County | Weston County   | Pennington County (SD) | Růžice kompasu |
| Růžice kompasu | Campbell County | Jih             | Pennington County (SD) | Růžice kompasu |
| Růžice kompasu | Converse County | Niobrara County | Custer County (SD)     | Růžice kompasu |